# Lenzbühel
Der Lenzbühel ist ein 542 m ü. NHN hoher, bewaldeter Berg des Mittelgebirges Fränkische Alb im mittelfränkischen Landkreis Weißenburg-Gunzenhausen.

## Geographie

### Lage
Der bewaldete Lenzbühel liegt südwestlich von Treuchtlingen, nordöstlich von Möhren und südlich des Hahnenkamms. Unmittelbar östlich liegen die Ortschaften Eulenhof und Möhrenberg. Der Möhrenbach, ein Zufluss der Altmühl, fließt unweit südlich am Berg vorbei. Unweit südwestlich geht der Lenzbühel in den Lämmerberg über, südöstlich liegt der Mühlberg, südlich der Hirschberg. Nördlich grenzt das Heumöderntal an. Der Berg liegt inmitten des Naturparks Altmühltal in einem Landschaftsschutzgebiet.

### Naturräumliche Zuordnung
Der Lenzbühel gehört in der naturräumlichen Haupteinheitengruppe Fränkische Alb (Nr. 08), in der Haupteinheit Südliche Frankenalb (082) und in der Untereinheit Altmühlalb (082.2) zum Naturraum der Oberen Altmühlalb (082.22).